# Вестергефер
Вестергефер (нім. Westerhever) — громада в Німеччині, розташована в землі Шлезвіг-Гольштейн. Входить до складу району Північна Фризія. Складова частина Айдерштедт.
Населення становить 100 ос. (станом на 31 грудня 2020). Займає площу 13,21 км². Офіційний код — 01 0 54 150.
Офіційною мовою в населеному пункті, крім німецької, є фризька.

## Географія
Вестергефер розташований на північно-західному краю півострова Айдерштедт. Маяк Вестергеферзанд є своєрідним символом села й усього півострова. Солені луки Вестергефера та широка піщана коса з упорядкованим пляжем приваблюють сюди до 80 000 відпочивальників за рік.

## Історія
Вестергефер раніше був островом. Заселений з 12 століття. Перші поселенці збудували тут села на так званий варфтах (штучних підвищеннях, які захищають від сильних штормів). Під час великого шторму 1362 року було зруйновано церкву, споруджену 1123 року. Сьогоднішня церква святого Стефана споруджена 1804 року, поряд з нею готична вежа 1370 року. Церква разом з рестораном Кірхспількруг утворюють центр села Вестергефера.
У селі збереглося багато хат, критих за фризькою традицією очеретом.

## Галерея

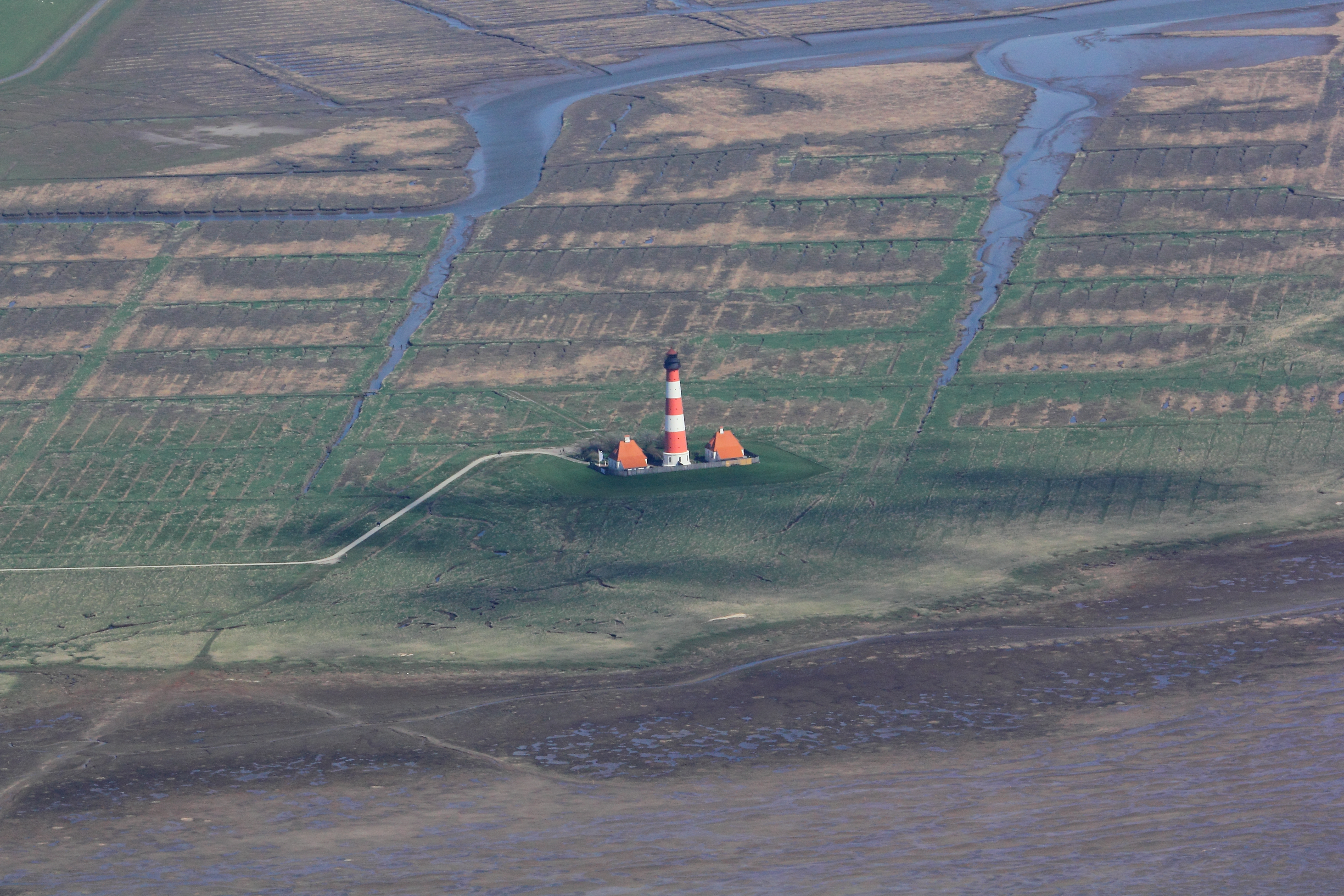
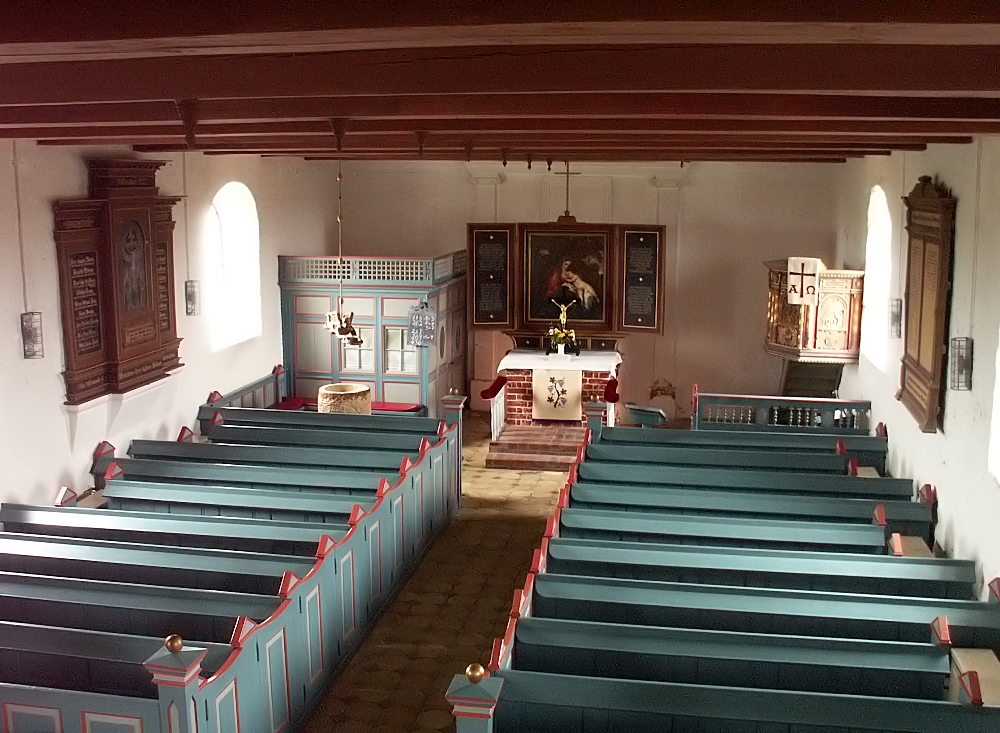
Вестергефер, інтер'єр церкви святого Стефана
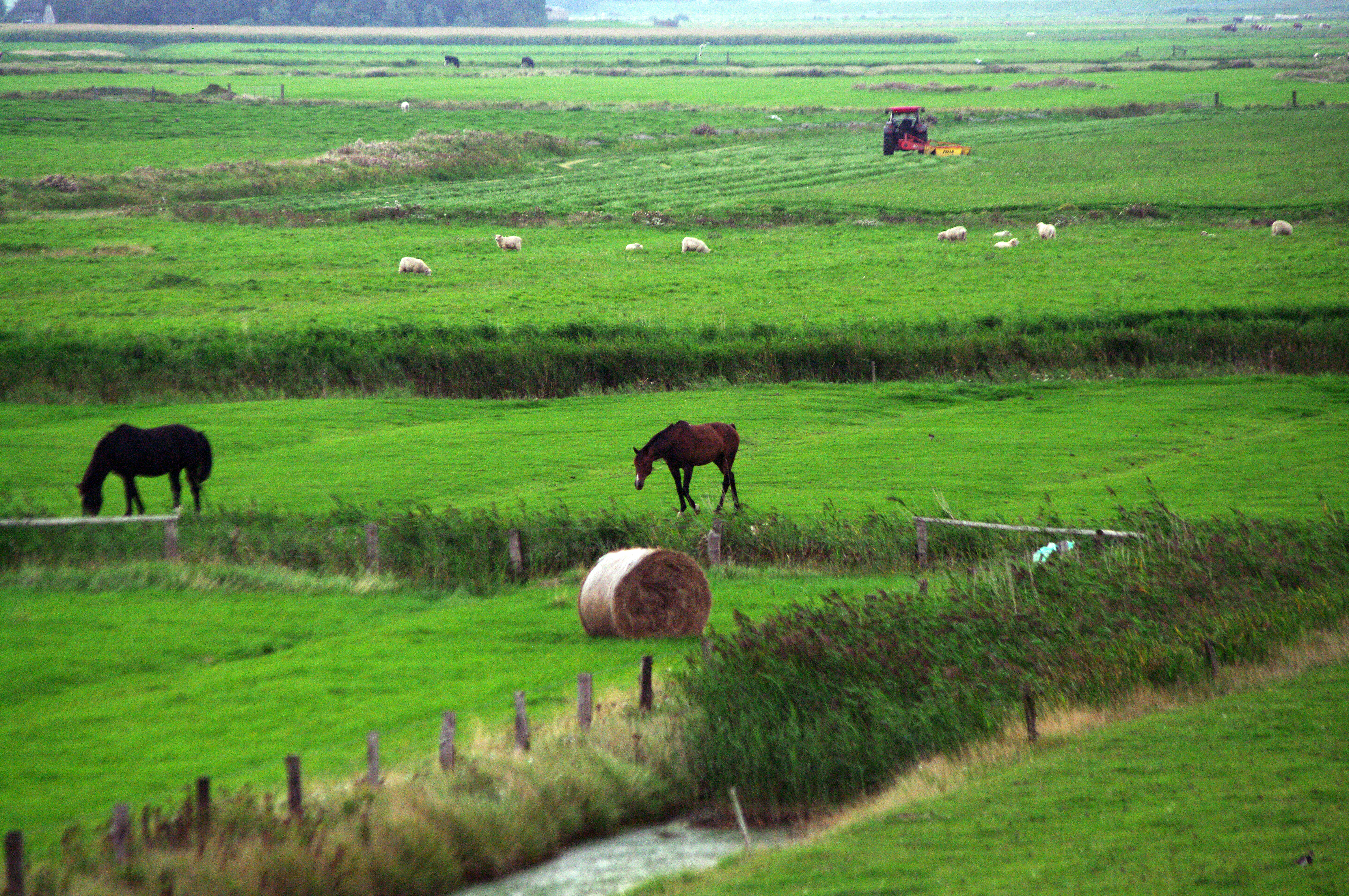
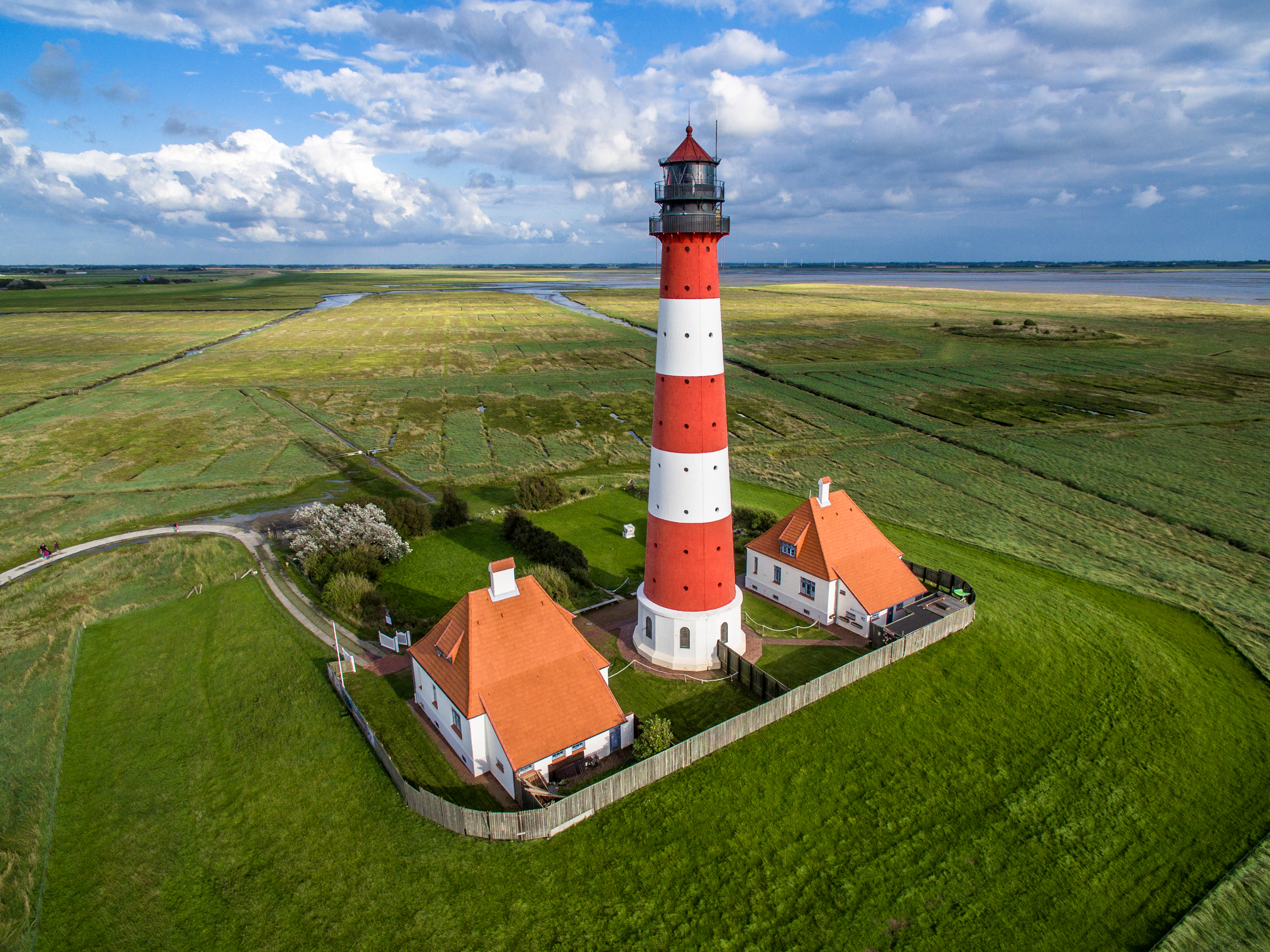
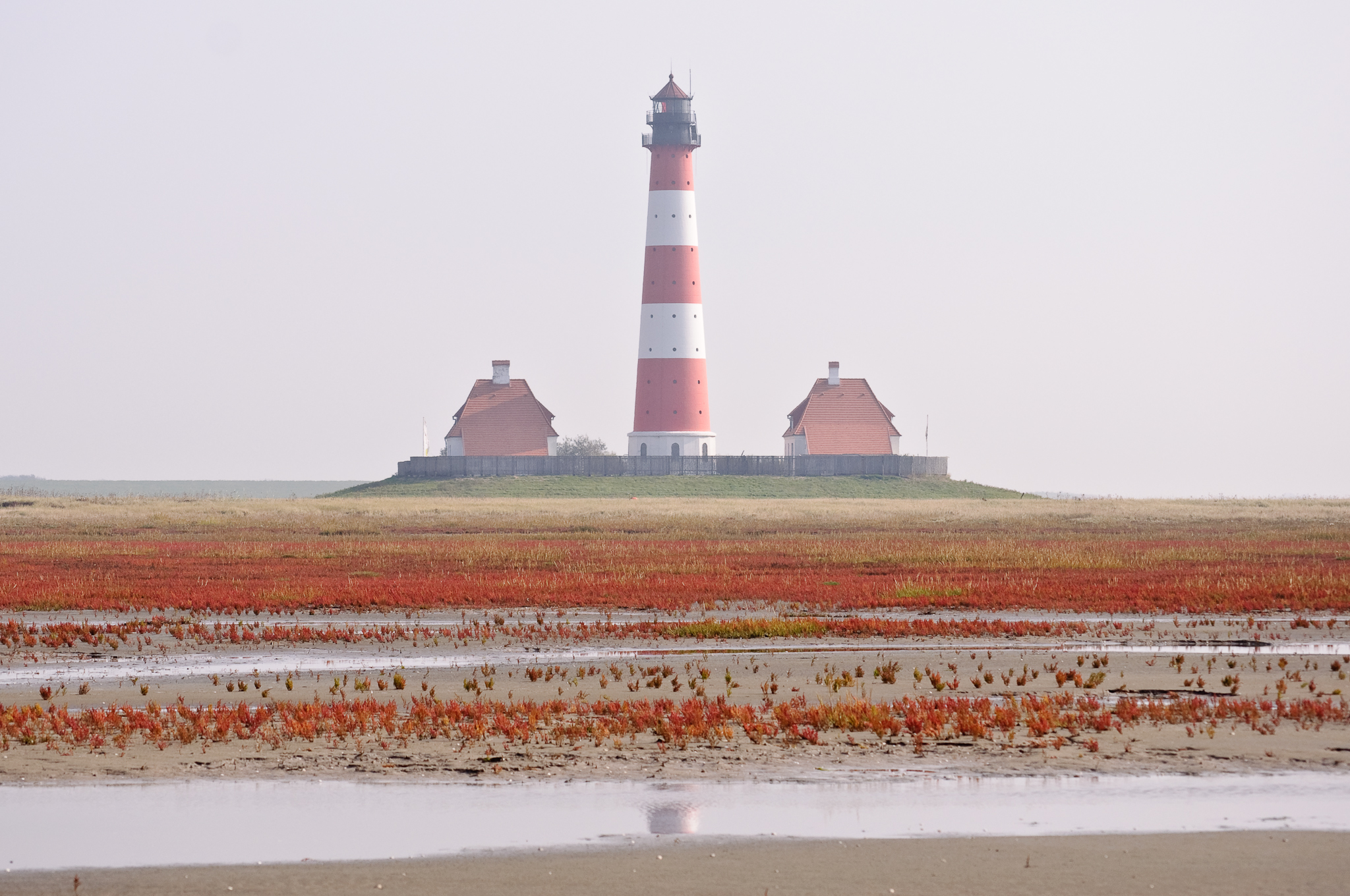